# Jean-Denis Constant
Jean-Denis Constant (né le 9 octobre 1955 à Étain dans la Meuse) est un pongiste français devenu initiateur et responsable du programme de détection à la Direction technique nationale de la Fédération française de tennis de table. Il a fait partie des meilleurs joueurs français dans les années 1970 à 1975.

## Biographie
Il joue de nombreuses années au SLUC Nancy Tennis de table. Il est champion d'Europe juniors par équipe avec Philippe Molodzoff, Christian Martin, Patrick Birocheau et Jean-Claude Decret en 1971 à Vejle (Danemark). Au championnat du monde en 1973 à Sarajevo et 1975 à Calcutta, il est deux fois médaillé de bronze du double messieurs avec Jacques Secrétin. En 1975 il fait chuter István Jónyer, alors champion du monde en titre, aux Internationaux de France. Il devient, cette même année, champion de France nationale 2 avec le SLUC Nancy tennis de table. Il remporte également dix titres de champion de Lorraine entre 1967 et 1981, et un titre de champion de France en 1982 en double avec Patrick Birocheau.
Il assure l'organisation, le suivi, et l'entraînement de la filière féminine depuis 2010.

## Sources
- « Direction Technique Nationale »
- « Fédération française de tennis de table »
- [PDF] Lilian Schoindre, « Jean-Denis Constant : De la place Rouge au COSEC de Neufchâteau », Le Pongiste Lorrain, no 4,‎ juillet 2010, p. 6 (lire en ligne)
- « France Tennis de Table »